# Medalha Cantor
A Medalha Cantor da Associação dos Matemáticos da Alemanha é nomeada em memória de Georg Cantor. É concedida aproximadamente a cada dois anos durante o encontro da sociedade. Os laureados são matemáticos que são associados com a língua alemã.

## Laureados
- 1990 Karl Stein
- 1992 Jürgen Moser
- 1994 Erhard Heinz
- 1996 Jacques Tits
- 1999 Volker Strassen
- 2002 Yuri Manin
- 2004 Friedrich Hirzebruch
- 2006 Hans Föllmer
- 2008 Hans Grauert
- 2010 Matthias Kreck
- 2012 Michael Struwe
- 2014 Herbert Spohn[1]
- 2017 Gerd Faltings
- 2019 Hélène Esnault[2]
- 2021 Martin Grötschel[3]